# Fernando Haddad
Fernando Haddad (São Paulo, 1963. január 25. –) libanoni–görög származású brazil politikus, ügyvéd és közgazdász, 2023-tól Brazília pénzügyminisztere. Dilma Rousseff kabinetjének volt oktatási minisztere, 2013-2017 között a legnépesebb brazil város, São Paulo polgármestere.

## Élete
2018-ban a Munkáspárt jelöltjeként indult a brazíliai elnökválasztáson, ám alulmaradt ellenfelével, Jair Bolsonaroval szemben, a 2022-es São Pauló-i kormányzóválasztáson pedig Tarcísio de Freitasszal szemben.